# رونالد بربنر
رونالد بربنر (انگلیسی: Ronald Brebner; ۲۳ سپتامبر ۱۸۸۱ – ۱۴ نوامبر ۱۹۱۴) بازیکن فوتبال اهل بریتانیا بود.
از باشگاه‌هایی که در آن بازی کرده‌است می‌توان به باشگاه فوتبال چلسی، باشگاه فوتبال لستر سیتی و باشگاه فوتبال ساندرلند اشاره کرد.
وی به همراه تیم ملی فوتبال پادشاهی متحد به مدل طلا در مسابقات فوتبال بازی‌های المپیک تابستانی ۱۹۰۸ و بازی‌های المپیک تابستانی ۱۹۱۲ دست پیدا کرده‌است.